# Zalesie Krasieńskie
Zalesie Krasieńskie – wieś w Polsce położona w województwie lubelskim, w powiecie chełmskim, w gminie Rejowiec Fabryczny.
W latach 1975–1998 miejscowość administracyjnie należała do ówczesnego województwa chełmskiego. 
Wieś jest sołectwem w gminie Rejowiec Fabryczny. Według Narodowego Spisu Powszechnego (III 2011 r.) liczyła 52 mieszkańców i była najmniejszą miejscowością gminy.

## Nazwa wsi
Nazwa pochodzi od Krasne. Mieszkańcy używają gwarowej nazwy Zalesie Kraszeńskie, którą do 2015 r. nosił przystanek kolejowy. W 2003 roku mieszkańcy miejscowości wystąpili o przywrócenie (nadanie) wsi nazwy Zalesie Kraszeńskie, który to wniosek został odrzucony przez Ministerstwo Spraw Wewnętrznych i Administracji.